# Matching Mole (album)
Matching Mole è il primo album in studio del gruppo musicale britannico Matching Mole, pubblicato nel 1972.

## Tracce
1. "O Caroline" (Sinclair/Wyatt) – 5:05
2. "Instant Pussy" (Wyatt) – 2:59
3. "Signed Curtain" (Wyatt) – 3:06
4. "Part of the Dance" (Miller) – 9:16
5. "Instant Kitten" (Wyatt) – 4:58
6. "Dedicated to Hugh, But You Weren't Listening" (Wyatt) – 4:39
7. "Beer as in Braindeer" (Wyatt) – 4:02
8. "Immediate Curtain" (Wyatt) – 5:57

## Formazione
- Robert Wyatt - voce, batteria, mellotron, pianoforte su "Signed Curtain"
- Phil Miller - chitarra
- Bill MacCormick - basso
- David Sinclair - pianoforte, organo

Ospite
- Dave MacRae - piano elettrico